# تغير المناخ والنوع الاجتماعي

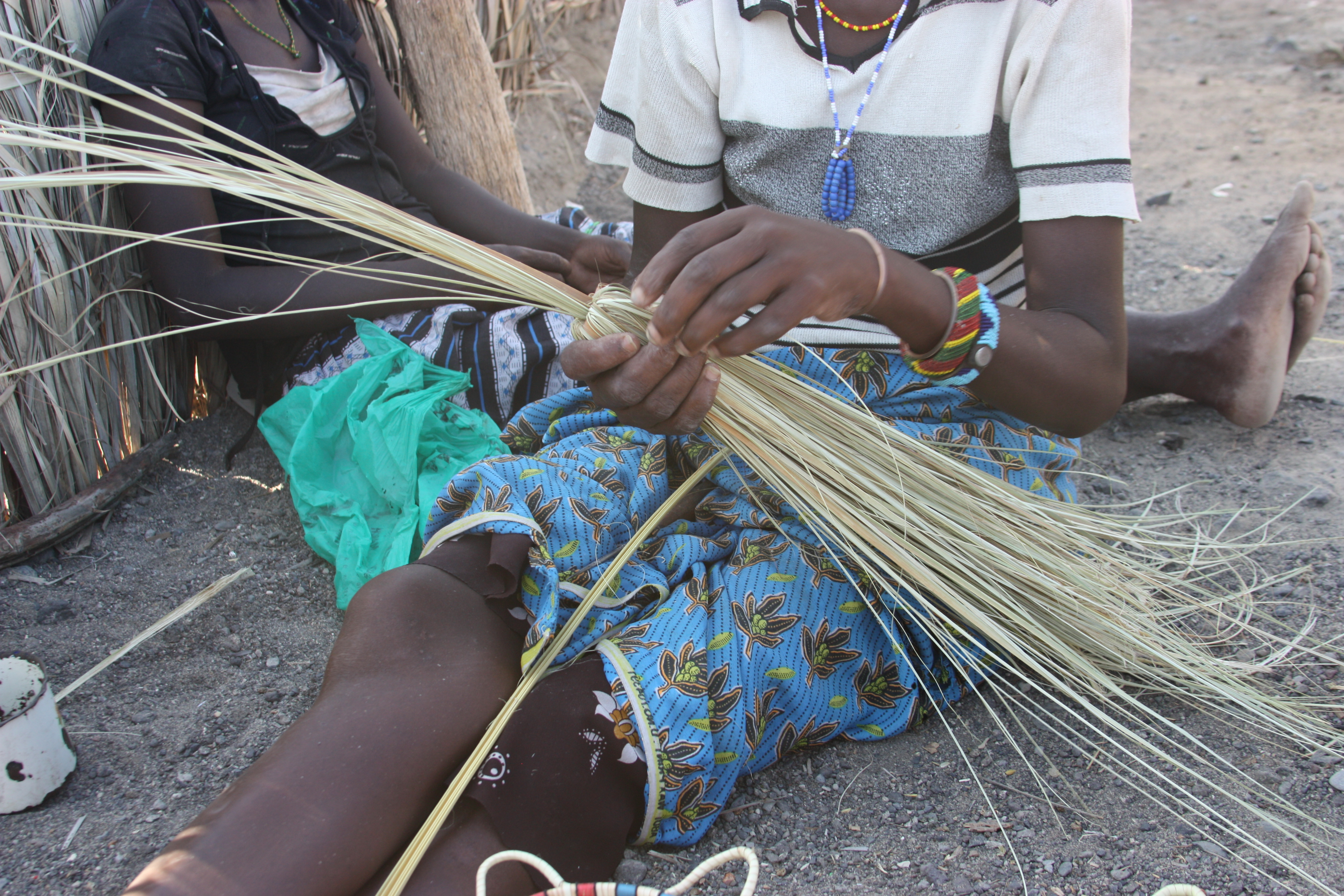

لا يتأثر التغير المناخي والنوع الاجتماعي بالاختلافات المتعلقة بالنوع الاجتماعي (الجندرية)، ولا بموازين القوى الطبيعية والمنفصلة الناشئة عن هذه الاختلافات. تُميز تأثيرات التغير المناخي بين الجنسين – يتأثر الرجال والنساء بشكل مختلف. هذا ليس بسبب الاختلافات البيولوجية المتعلقة بنوع الجنس، لكن بسبب البناء الاجتماعي للمعايير الجندرية، ودور كل منها والعلاقات فيما بينها، والتي تمس بالسلوكيات المُسلّم بها للرجال والنساء.
في العديد من الحالات، تعني اللا مساواة الجندرية أن النساء عرضة أكثر للتأثيرات السلبية للتغير المناخي. هذا بسبب الأدوار الجندرية، خصوصًا في العالم النامي، الذي يعني أنهم يعتمدون كثيرًا على البيئة الطبيعية من أجل كفاف عيشهم ومصدر دخلهم. بالحد أكثر من وصولهم المُقيد أصلًا للمصادر الطبيعية والاجتماعية والسياسية والمالية، فإن التغير المناخي غالبًا ما يكون عبئًا على النساء أكثر من الرجال ويمكنه أن يزيد حالة عدم المساواة الجنسية الموجودة أساسًا.
على أي حال، لا يقتصر التحليل القائم على نوع الجنس في حالات التغير المناخي على النساء. وهو يعني أيضًا أنه لا يستخدم نظام تحليل ثنائي رجل/امرأة على مجموعات من البيانات الكمية فقط، لكن أيضًا فحص البنى العشوائية التي تشكل علاقات القوى المتصلة بالتغير المناخي.

## تأثيرات الكوارث المرتبطة بالنوع الاجتماعي

### أعداد وفيات متفاوتة بين الرجال والنساء
وجدت دراسة أعدتها كلية لندن للاقتصاد أنه في الكوارث الطبيعية في 141 بلد، ارتبطت الاختلافات الجندرية في الوفيات بالحقوق الاجتماعية والاقتصادية للنساء في هذه البلدان. بسبب مكانتهم الاجتماعية، لا تتعلم النساء في البلدان النامية مهارات البقاء مثل السباحة أو التسلق، ما يعني أن احتمالية موتهن أكبر في حالة حدوث كارثة طبيعية. عندما يكون للنساء حقوق قليلة وقوة أقل في المجتمع، يموت الكثير منهن بسبب التغير المناخي، لكن حين يكون هناك حقوق متساوية لكل المجموعات، فإن معدلات الوفيات تتساوى.

### الاستغلال الجنسي وانتقال الأمراض
تُزعزع الكوارث الطبيعية نظام الحياة اليومي وتُعقد دور العائلة والجندر، الذي يمكن أن يُشعر ضحايا الكوارث الطبيعية بالعجز والإحباط. تؤدي هذه المشاعر غالبًا إلى العدوانية تجاه الجماعات الأقل قوة. تكون النساء والأطفال في البلدان النامية والمتطورة أكثر عرضة للاعتداء الجنسي خلال وبعد الكوارث الطبيعية. استخدام الواقي الذكري خلال الكوارث أقل أيضًا من أوقات أخرى، بسبب صعوبة الحصول عليه. إضافةً إلى الانتشار المتسارع للأمراض والعدوى في البلدان النامية، قاد انهيار في النظام الاجتماعي وسوء التغذية الذي يترافق أحيانًا مع التغير المناخي، إلى مستويات أعلى من حمى الضنك والملاريا ونقص المناعة المكتسب والأمراض المنقولة جنسيًا، خصوصًا عند النساء. النساء الأكبر سنًا في خطر أيضًا خلال الكوارث الطبيعية وأوقات الأزمات لأنهن أكثر عرضة للمخاطر الصحية التي يستحثّها المناخ مثل الأمراض، ولأنهن معزولات أكثر عن الدعم الاجتماعي الذي يتمكن الرجال وبعض النساء الأصغر سنًّا من الحصول عليه.

## الاختلافات الجندرية في مفاهيم التغير المناخي
أظهرت دراسة على الشباب في فنلندا أن القلق حول التغير المناخي له أثر أكبر على الاستهلاك الصديق للبيئة (المناخ) عند النساء مقارنةً بالرجال. يمكن أن يكون هذا بسبب الاختلاف في تصور التغير المناخي. تميل النساء إلى الموافقة مع الرأي العلمي القائل بأن انبعاثات الغازات الدفيئة البشرية المصدر، هي المسؤولة بشكل أساسي عن التغير المناخي (الرجال: 56%، النساء: 64%) وقلقين أكثر حول تأثيراته: 29% من الرجال و35% من النساء في الولايات المتحدة «قلقين حول الاحتباس الحراري باعتباره مسألة مهمة».

## مساهمة الاختلافات الجندرية في التغير المناخي
المساهمة في التغير المناخي – من خلال انبعاثات الغازات الدفيئة- مرتبط بالجندر. على سبيل المثال، وجدت دراسة على استخدام السيارة في السويد، أن الرجال يستخدمون السيارة أكثر، ولمسافات أطول ولوحدهم مقارنة بالنساء، الأمر الذي يؤدي إلى انبعاث غاز ثاني أكسيد الكربون بكمية أكبر (وهو من الغازات الدفيئة).

## الاختلافات الجندرية من ناحية التأثر بالتغير المناخي

### الزراعة
يعتمد الفقراء والمُعدمون على البيئة ومصادرها الطبيعية لكفاف عيشهم ودخلهم المادي؛ كشف بحث حول الفقر أن أغلب الفقراء هم من النساء لأنهن، كمجموعة، يملكن قوة اجتماعية أقل. العديد من النساء في البلدان النامية من المزارعات، لكن النساء كمجموعة لديهم مشكلة في الحصول على التعليم، والدخل، والأرض، والماشية والتكنولوجيا، ما يعني أنه سيكون للتغير المناخي أثر سلبي على المزارعات أكثر من المزارعين لأنه سيحد من مصادرهن أكثر. في عام 2009، أنتجت النساء بين من 60 إلى 80 من كل الطعام في البلدان النامية، ومع ذلك امتلكن 10 بالمئة من كل الأراضي الزراعية واثنان بالمئة تقريبًا من حقوقهم في هذه الأراضي.
بارتفاع حرارة الكوكب وتغير إمكانية الوصول إلى المياه، فإن إنتاج المحاصيل يميل إلى التناقص. هذه التأثيرات ليست منتظمة، وتعتبر أكبر في مناطق العالم التي يعتمد الاقتصاد فيها على الزراعة ويتأثر بالتغير المناخي. في البلدان النامية، غالبًا ما تكون النساء مسؤولة عن جلب المياه والحطب ومصادر أخرى لعائلاتهن، لكن هذه المصادر متأثرة بشكل مباشر بالتغير المناخي، ما يعني أنه يجب على النساء أن يتنقلن أبعد ويعملن لوقت أطول للحصول على هذه المصادر خلال الأزمات. يزيد التغير المناخي من الأعباء المفروضة التي تتكبدها النساء من قِبل المجتمع، ويحد أكثر من إمكانية حصولهن على التعليم والتوظيف.

### تزايد حالة اللا مساواة خلال التغير المناخي
لم تَخلُص آثار تقرير التقييم الخامس للجنة الدولية للتغير المناخي إلى أنه هناك «دليل قوي» لتزايد حالة عدم المساواة الجندرية فقط كنتيجة للظواهر المناخية بل أيضًا استمرارية وجود مواطن الضعف المختلفة. يمكن أن يكون لزيادة حالة اللامساواة بسبب التغير المناخي أسباب عديدة. على سبيل المثال، تواجه الفتيات في أغلب الأحيان مخاطر جمة أكثر من الصبيان بسبب التقسيم غير المتساوي للمصادر القليلة داخل الأسرة. تفاقم هذا التأثير بالتغير المناخي الذي يُحدث شحًّا بالمصادر.
وأكثر من ذلك، يؤدي التغير المناخي غالبًا لزيادة في عدد الرجال المهاجرين إلى الخارج. ما يجعل النساء يحملن حملًا زائدًا في العمل المنزلي، مؤديًا إلى تأنيث المسؤوليات. من المتوقع أن يزيد التغير المناخي من وتيرة  وجسامة المخاطر الطبيعية مثل الحرارة الشديدة. تكون النساء خصوصًا، خلال وبعد هذه المخاطر مُحملّة بأعمال الرعاية المتزايدة للأطفال والمرضى والكبار في السن، أضف إليها الكمية الهائلة الموجودة أساسًا من الواجبات المنزلية.

## الفروقات الجنسية في علم التغير المناخي
وفقًا للاستبيان الذي أجراه الرؤساء المشاركون في اللجنة الدولية للتغيرات المناخية في مجموعة العمل الأولى ووحدة الدعم التقني يوم 25 أبريل عام 2014، صرح العديد من المشاركين المشمولين في الدراسة بأنه هناك حاجة إلى زيادة التوازن بين الأجناس. تجلى هذا في التوازن بين جنسي المشاركين في تقرير التقييم الخامس للجنة الدولية للتغيرات المناخية. اهتم 27% فقط من المشاركين في مجموعة العمل الثانية، بتقييم الآثار، والقدرة على التكيف وقابلية التعرض للأذى، واهتم 18,5% من المشاركات الإناث في مجموعة العمل الثانية، إزاء أساس العلم الطبيعي للتغير المناخي. ينطبق هذا الأمر على منظمات أخرى، فعلى سبيل المثال 7% فقط من المناصب القيادية في مكاتب خدمات الطقس الوطنية هم من الإناث. وفي نفس السياق، وجدت دراسة أجرتها جامعة أوكسفورد بالتعاون مع شركة نيلسن أن 18 من أصل 22 «من المتحدثين الأكثر تأثيرًا في مواضيع التغير المناخي» هم من الذكور. لم تكن المتحدثات الإناث لا سياسيات ولا عالمات ولذلك كان ارتباطهن المباشر بموضوع التغير المناخي مشكوكًا به. توجد لائحة من العالمات البارزات في النساء في التغير المناخي.